# Christianssands Bryggeri
58°8′52.45″N 7°58′48.93″Ø / 58.1479028°N 7.9802583°Ø
Christianssands Bryggeri (CB) er et norsk bryggeri, der ligger i Grim, lige udenfor centrum af Kristiansand, og udgør Hansa Borg Bryggerier ASA sammen med Hansa Bryggeri i Bergen og Borg bryggeri i Sarpsborg.

## Bryggeriets historie
Bygningen af bryggeriet blev startet i 1856 af consul Ole Jacob Mørch. I 1859 måtte bryggeriet sælges som følge af de økonomiske tider, der rådede efter Krimkrigen. Det blev købt af consul Jørgen Christiansen for 22000 Speciedaler. Han fuldendte bygningen og startede produktionen i efteråret 1859. Kristiansand havde da ca. 11000 indbyggere og bryggeriet blev en god forretning.
Familien Christensen drev bryggeriet i fem generationer til 1964, da det blev overtaget af Tou Bryggeri, Stavanger. Derefter har bryggeriet haft flere ejere, lokale investorer og svenske Spendrups, før CB blev en del af Hansa Borg Bryggerier ASA i 1999.

## Bryggeriets produkter
Bryggeriets motto er "Brygget på kjærlighet og kildevann". Bryggeriets produkter produceres af kildevand fra Christian IVs kilde. Kilden blev fundet i 1932, en særdeles tør sommer. Der blev anvendt ønskekvist for at finde vand. Det befinder sig på 32 meters dybde, er krystalklart, 100% rent og holder konstant 9 °C.
Udover deres ølsorter, er CB kendt for sin Julebrus, der efterspørges over det meste af syd-norge op til jul
Venneforeningen "CB-øllets venner" er bryggeriets trofaste venner, der loyalt støtter op om bryggeriet.